# Interpretación de los muchos mundos

La paradoja cuántico-mecánica del "gato de Schrödinger" según la IMM. En esta interpretación, cada suceso cuántico es un punto de ramificación; el gato está vivo y muerto a la vez, incluso antes de que se abra la caja, pero los gatos "vivo" y "muerto" están en ramas distintas del multiverso, ambas igualmente reales, pero que no interactúan entre sí.

La Interpretación de los muchos mundos (IMM) es una postura filosófica acerca de la relación entre las matemáticas de la mecánica cuántica y la realidad física. Asegura que la función de onda universal es objetivamente real y que no hay colapso de la función de onda, implicando que todos los posibles resultados de las mediciones cuánticas se materializan físicamente en algún "mundo" o universo. A diferencia de otras interpretaciones, la evolución de la realidad en su totalidad en la IMM es rígidamente determinista: 9  y local. La IMM también se conoce como la "formulación del estado relativo" o la "interpretación de Everett", en honor al físico Hugh Everett, quien la propuso por primera vez en 1957. Bryce DeWitt popularizó esta formulación y la nombró "muchos mundos" en la década de 1970.
En las versiones modernas de la interpretación de los muchos mundos, la apariencia subjetiva del colapso de la función de onda se explica a través del mecanismo de la decoherencia cuántica. Los enfoques de la decoherencia para interpretar la teoría cuántica han sido ampliamente explorados y desarrollados desde la década de 1970. La interpretación de los muchos mundos se considera una interpretación dominante de la mecánica cuántica, junto con otras interpretaciones como la interpretación de Copenhague y las teorías de variables ocultas, como la mecánica de Bohm.
La interpretación de los muchos mundos implica que lo más probable es que existan infinitos universos  y es una de las muchas hipótesis de multiversos en física y filosofía. La IMM ve el tiempo como un árbol con muchas ramas, en el que se realizan todos los resultados cuánticos posibles. Con ello se pretende resolver el problema de la medida y por tanto, algunas paradojas de la teoría cuántica, como la del amigo de Wigner,: 4–6  la paradoja EPR,: 462 : 118  y el gato de Schrödinger, ya que cada posible resultado de un suceso cuántico existe en su propio universo.

## Resumen de la interpretación
La idea clave de la interpretación de los muchos mundos es que la dinámica lineal y unitaria de la mecánica cuántica se aplica en todas partes y en todo momento y por tanto, describe todo el universo. En particular, modela una medición como una transformación unitaria, una interacción inductora de correlación, entre el observador y el objeto, sin utilizar un postulado de colapso, y modela a los observadores como sistemas mecánicos cuánticos ordinarios: 35–38  Esto contrasta fuertemente con la interpretación de Copenhague, en la que una medición es un concepto "primitivo", no descriptible por la mecánica cuántica unitaria; en Copenhague el universo se divide en un dominio cuántico y otro clásico, y el postulado del colapso es central: 29–30  En la IMM no hay división entre clásico y cuántico: todo es cuántico y no hay colapso. La principal conclusión de la IMM es que el universo (o multiverso en este contexto) está compuesto por una superposición cuántica de una cantidad o número infinito o indefinible: 14–17  cantidad o número de universos paralelos o mundos cuánticos cada vez más divergentes y no comunicados. A veces denominados mundos de Everett,: 234  cada uno es una historia o línea temporal alternativa internamente consistente y actualizada.
La interpretación de muchos mundos utiliza la decoherencia para explicar el proceso de medición y la aparición de un mundo cuasiclásico Wojciech H. Zurek, uno de los pioneros de la teoría de la decoherencia, afirmó: "Bajo el escrutinio del entorno, sólo los estados puntuales permanecen inalterados. Otros estados se decohesionan en mezclas de estados punteros estables que pueden persistir y en este sentido, existen: Están einseleccionados". Zurek subraya que su trabajo no depende de una interpretación concreta.
La interpretación de los muchos mundos comparte muchas similitudes con la interpretación de las historias decoherentes, que también utiliza la decoherencia para explicar el proceso de medición o colapso de la función de onda: 9–11  La IMM trata las otras historias o mundos como reales, ya que considera la función de onda universal como la "entidad física básica : 455  o "la entidad fundamental, que obedece en todo momento a una ecuación de onda determinista"  : 115 La interpretación de las historias decoherentes, en cambio, sólo necesita que una de las historias (o mundos) sea real : 10 
Varios autores, entre ellos Wheeler, Everett y Deutsch, denominan a los muchos mundos una teoría o metateoría, en lugar de una mera interpretación : 328  Everett argumentó que era el "único enfoque completamente coherente para explicar tanto los contenidos de la mecánica cuántica como la apariencia del mundo" Deutsch rechazó la idea de que los muchos-mundos sean una "interpretación", diciendo que llamarlo interpretación "es como hablar de los dinosaurios como una 'interpretación' de los registros fósiles": 382 

### Formulación
En su tesis doctoral de 1957, Everett propuso que, en lugar de basarse en la observación externa para el análisis de sistemas cuánticos aislados, se podía modelar matemáticamente un objeto, así como sus observadores, como sistemas puramente físicos dentro del marco matemático desarrollado por Paul Dirac, John von Neumann y otros, descartando por completo el mecanismo ad hoc del colapso de la función de onda.

### Estado relativo
El trabajo original de Everett introdujo el concepto de "estado relativo". Dos (o más) subsistemas, tras una interacción general, se correlacionan o, como decimos ahora, se entrelazan. Everett observó que estos sistemas entrelazados pueden expresarse como la suma de productos de estados, donde los dos o más subsistemas se encuentran cada uno en un estado relativo al otro. Tras una medición u observación, uno de los miembros del par (o triple...) es el sistema medido, objeto u observado, y el otro miembro es el aparato de medición (que puede incluir un observador) que ha registrado el estado del sistema medido. Cada producto de estados de subsistemas en la superposición global evoluciona con el tiempo independientemente de los demás productos. Una vez que los subsistemas interactúan, sus estados se han correlacionado o entrelazado y ya no pueden considerarse independientes. En la terminología de Everett, el estado de cada subsistema estaba ahora "correlacionado" con su "estado relativo", ya que ahora cada subsistema debe considerarse en relación con los demás subsistemas con los que ha interactuado.
En el ejemplo del gato de Schrödinger, después de abrir la caja, el sistema entrelazado es el gato, el frasco de veneno y el observador. "Un" triplete relativo de estados sería el gato vivo, la ampolla intacta y el observador viendo un gato vivo. "Otro" triplete relativo de estados sería el gato muerto, la ampolla rota y el observador viendo un gato muerto.
En el ejemplo de una medición de una variable continua (por ejemplo, la posición q) el sistema objeto-observador se descompone en un continuo de pares de estados relativos: el estado relativo del sistema objeto se convierte en una función delta de Dirac centrada en un valor particular de q y el correspondiente estado relativo del observador que representa a un observador que ha registrado el valor de q.: 57–64  Los estados de los pares de estados relativos están, después de la medición, "correlacionados" entre sí.
En el esquema de Everett no hay colapso, sino que la ecuación de Schrödinger, o su análoga relativista de la teoría cuántica de campos, se mantiene todo el tiempo y en todas partes. Una observación o medición se modela aplicando la ecuación de onda a todo el sistema, que comprende el objeto observado y el observador. Una consecuencia es que cada observación hace que la función de onda combinada observador–objeto cambie a una superposición cuántica de dos o más ramas que no interactúan.
Así pues, el proceso de medición u observación, o cualquier interacción que induzca correlación, divide el sistema en conjuntos de estados relativos, donde cada conjunto de estados relativos, que forma una rama de la función de onda universal, es coherente en sí mismo, y todas las mediciones futuras (incluidas las realizadas por múltiples observadores) confirmarán esta coherencia.

### Rebautizado como muchos-mundos
Everett se había referido al sistema combinado observador–objeto como dividido por una observación, correspondiendo cada división a los diferentes o múltiples resultados posibles de una observación. Estas divisiones generan un árbol ramificado, en el que cada rama es un conjunto de todos los estados relativos entre sí. Bryce DeWitt popularizó el trabajo de Everett con una serie de publicaciones que denominó interpretación de muchos mundos. Centrándose en el proceso de división, DeWitt introdujo el término "mundo" para describir una única rama de ese árbol, que es una historia consistente. Todas las observaciones o medidas dentro de cualquier rama son consistentes entre sí.
Puesto que han sucedido y suceden constantemente muchos acontecimientos similares a la observación, existe un número enorme y creciente de estados o "mundos" que existen simultáneamente.

### Propiedades
La IMM elimina el papel dependiente del observador en el proceso de medición cuántica sustituyendo el colapso de la función de onda por el mecanismo establecido de la decoherencia cuántica. Dado que el papel del observador se encuentra en el centro de todas las "paradojas cuánticas", como la paradoja EPR y el "problema del límite" de von Neumann, esto proporciona un enfoque más claro y sencillo para su resolución.
Dado que la interpretación de Copenhague exige la existencia de un dominio clásico más allá del descrito por la mecánica cuántica, ha sido criticada por inadecuada para el estudio de la cosmología. Aunque no hay pruebas de que Everett se inspirara en cuestiones de cosmología,: 7  desarrolló su teoría con el objetivo explícito de permitir la aplicación de la mecánica cuántica al universo en su conjunto, con la esperanza de estimular el descubrimiento de nuevos fenómenos. Esta esperanza se ha materializado en el desarrollo posterior de la cosmología cuántica.
La IMM es una teoría realista, determinista y local. Lo consigue eliminando el colapso de la función de onda, que es indeterminista y no local, de las ecuaciones deterministas y locales de la teoría cuántica.
La IMM (al igual que otras teorías más amplias del multiverso) proporciona un contexto para el principio antrópico, que puede ofrecer una explicación para el universo de ajuste fino.
La IMM depende fundamentalmente de la linealidad de la mecánica cuántica, que sustenta el principio de superposición. Si la teoría final de todo es no lineal con respecto a las funciones de onda, entonces los muchos mundos no son válidos. Todas las teorías cuánticas de campos son lineales y compatibles con la IMM, un punto que Everett destacó como motivación para la IMM Aunque la gravedad cuántica o la teoría de cuerdas pueden ser no lineales en este sentido, todavía no hay pruebas de ello.

### Alternativa al colapso de la función de onda
Al igual que las demás interpretaciones de la mecánica cuántica, la interpretación de los muchos mundos está motivada por un comportamiento que puede ilustrarse con el experimento de la doble rendija. Cuando las partículas de luz (o cualquier otra cosa) atraviesan la doble rendija, se puede utilizar un cálculo que asume el comportamiento ondulatorio de la luz para identificar dónde es probable que se observen las partículas. Sin embargo, cuando las partículas se observan en este experimento, aparecen como partículas (es decir, en lugares definidos) y no como ondas no localizadas.
Algunas versiones de la interpretación de Copenhague de la mecánica cuántica proponían un proceso de "colapso" en el que un sistema cuántico indeterminado colapsaría probabilísticamente sobre, o seleccionaría, un único resultado determinado para "explicar" este fenómeno de observación. El colapso de la función de onda fue ampliamente considerado artificial y ad hoc, por lo que se consideró deseable una interpretación alternativa en la que el comportamiento de la medición pudiera entenderse a partir de principios físicos más fundamentales.
El trabajo de doctorado de Everett proporcionó una interpretación de este tipo. Sostuvo que para un sistema compuesto, como un sujeto (el "observador" o aparato de medición) que observa un objeto (el sistema "observado", como una partícula), la afirmación de que el observador o lo observado tienen un estado bien definido carece de sentido; en lenguaje moderno, el observador y lo observado se han entrelazado: sólo podemos especificar el estado de uno en "relación" con el otro, es decir, el estado del observador y lo observado están correlacionados "después" de que se realiza la observación. Esto llevó a Everett a derivar de la dinámica unitaria y determinista por sí sola (es decir, sin suponer el colapso de la función de onda) la noción de "relatividad" de los estados.
Everett se dio cuenta de que la dinámica unitaria y determinista por sí sola implicaba que, tras realizar una observación, cada elemento de la superposición cuántica de la función de onda combinada sujeto–objeto contiene dos "estados relativos": un estado "colapsado" del objeto y un observador asociado que ha observado el mismo resultado colapsado; lo que ve el observador y el estado del objeto se han correlacionado por el acto de medición u observación. La evolución posterior de cada par de estados relativos sujeto-objeto procede con total indiferencia en cuanto a la presencia o ausencia de los otros elementos, "como si" se hubiera producido el colapso de la función de onda,: 67, 78  lo que tiene como consecuencia que las observaciones posteriores son siempre coherentes con las observaciones anteriores. Así, la "aparición" del colapso de la función de onda del objeto ha surgido de la propia teoría unitaria y determinista. (Esto respondía a la primera crítica de Einstein a la teoría cuántica: que la teoría debería definir lo que se observa, no que los observables definan la teoría). Dado que la función de onda "parece" haberse colapsado, Everett razonó que no había necesidad de asumir realmente que se "había" colapsado. Y así, invocando la navaja de Occam, eliminó de la teoría el postulado del colapso de la función de onda.: 8 

### Comprobabilidad
En 1985, David Deutsch propuso una variante del experimento mental del amigo de Wigner como prueba de los muchos mundos frente a la interpretación de Copenhague.Consiste en que un experimentador (el amigo de Wigner) realice una medida sobre un sistema cuántico en un laboratorio aislado, y otro experimentador (Wigner) que realice una medida sobre el primero. Según la teoría de los muchos mundos, el primer experimentador acabaría en una superposición macroscópica de ver un resultado de la medición en una rama, y otro resultado en otra rama. El segundo experimentador podría entonces interferir estas dos ramas para comprobar si se encuentra de hecho en una superposición macroscópica o ha colapsado en una única rama, como predice la interpretación de Copenhague. Desde entonces, Lockwood, Vaidman y otros han hecho propuestas similares, que requieren colocar objetos macroscópicos en una superposición coherente e interferirlos, una tarea actualmente fuera de la capacidad experimental.

## Probabilidad y regla de Born
Desde el comienzo de la interpretación de muchos mundos, los físicos han estado desconcertados sobre el papel de la probabilidad en ella. Según Wallace, hay dos facetas en la cuestión: el "problema de la incoherencia", que pregunta por qué deberíamos asignar probabilidades a resultados que es seguro que ocurren en algunos mundos, y el "problema cuantitativo", que pregunta por qué las probabilidades deberían venir dadas por la regla de Born.
Everett intentó responder a estas preguntas en el artículo que introdujo los muchos mundos. Para abordar el problema de la incoherencia, argumentó que un observador que realiza una secuencia de medidas en un sistema cuántico tendrá en general una secuencia aparentemente aleatoria de resultados en su memoria, lo que justifica el uso de probabilidades para describir el proceso de medida.: 69–70  Para abordar el problema cuantitativo, Everett propuso una derivación de la regla de Born basada en las propiedades que debería tener una medida en las ramas de la función de onda.: 70–72 Su derivación ha sido criticada por basarse en suposiciones no motivadas. Desde entonces se han propuesto otras derivaciones de la regla de Born en el marco de muchos mundos. No hay consenso sobre si han tenido éxito.

### Frecuentismo
DeWitt y Graham y Farhi et al., entre otros, han propuesto derivaciones de la regla de Born basadas en una interpretación frecuentista de la probabilidad. Intentan demostrar que en el límite de infinitas mediciones ningún mundo tendría frecuencias relativas que no coincidieran con las probabilidades dadas por la regla de Born, pero se ha demostrado que estas derivaciones son matemáticamente incorrectas.

### Teoría de la decisión
Una derivación teórico-decisional de la regla de Born fue producida por David Deutsch (1999) y refinada por Wallace y Saunders. Consideran un agente que participa en una apuesta cuántica: el agente hace una medición en un sistema cuántico, se ramifica como consecuencia, y cada uno de los futuros yos del agente recibe una recompensa que depende del resultado de la medición. El agente utiliza la teoría de la decisión para evaluar el precio que pagaría por participar en dicha apuesta, y concluye que el precio viene dado por la utilidad de las recompensas ponderadas según la regla de Born. Algunas críticas han sido positivas, aunque estos argumentos siguen siendo muy controvertidos; algunos físicos teóricos los han interpretado como un apoyo a la existencia de universos paralelos. Por ejemplo, un artículo de New Scientist sobre una conferencia celebrada en 2007 acerca de las interpretaciones everettianas citaba al físico Andy Albrecht diciendo: "Este trabajo pasará a la historia como uno de los avances más importantes de la historia de la ciencia" En cambio, el filósofo Huw Price, que también asistió a la conferencia, consideró que el planteamiento de Deutsch-Wallace-Saunders era fundamentalmente erróneo.

### Simetrías e invariancia
Zurek produjo una derivación de la regla de Born basada en las simetrías de los estados entrelazados; Schlosshauer y Fine argumentan que la derivación de Zurek no es rigurosa, ya que no define lo que es la probabilidad y tiene varias suposiciones no declaradas sobre cómo debería comportarse.
Charles Sebens y Sean M. Carroll, basándose en el trabajo de Lev Vaidman, propusieron un enfoque similar basado en la incertidumbre de auto-localización En este enfoque, la decoherencia crea múltiples copias idénticas de observadores, que pueden asignar credenciales a estar en diferentes ramas utilizando la regla de Born. El enfoque Sebens-Carroll ha sido criticado por Adrian Kent, y Vaidman no lo encuentra satisfactorio.

### Recuento de ramas
Simon Saunders ha elaborado una derivación de la regla de Born para el recuento de ramas. La característica crucial de este enfoque es definir las ramas de forma que todas tengan la misma magnitud o norma 2. Los cocientes del número de ramas así definidas dan las probabilidades de los distintos resultados de una medición, de acuerdo con la regla de Born.

## El problema de la base preferente
Tal como fue formulada originalmente por Everett y DeWitt, la interpretación de los muchos mundos tenía un papel privilegiado para las medidas: éstas determinaban qué base de un sistema cuántico daría lugar a los mundos epónimos. Sin esto, la teoría era ambigua, ya que un estado cuántico puede describirse igualmente, (por ejemplo) como poseedor de una posición bien definida o como una superposición de dos estados deslocalizados. Se supone que la base preferida es la que asigna un resultado de medida único a cada mundo. Este papel especial para las mediciones es problemático para la teoría, ya que contradice el objetivo de Everett y DeWitt de tener una teoría reduccionista y socava su crítica al postulado de medición mal definido de la interpretación de Copenhague Esto se conoce hoy como el "problema de la base preferida".
El problema de la base preferida se ha resuelto, según Saunders y Wallace, entre otros, incorporando la decoherencia a la teoría de muchos mundos En este enfoque, la base preferida no tiene que postularse, sino que se identifica como la base estable bajo decoherencia ambiental. De este modo, las mediciones ya no desempeñan un papel especial, sino que cualquier interacción que cause decoherencia provoca la división del mundo. Dado que la decoherencia nunca es completa, siempre quedará un solapamiento infinitesimal entre dos mundos, lo que hace que sea arbitrario si un par de mundos se ha dividido o no. Wallace argumenta que esto no es problemático: sólo muestra que los mundos no forman parte de la ontología fundamental, sino de la ontología "emergente", donde estas descripciones aproximadas y efectivas son rutinarias en las ciencias físicas. Dado que en este enfoque los mundos son derivados, se deduce que deben estar presentes en cualquier otra interpretación de la mecánica cuántica que no tenga un mecanismo de colapso, como la mecánica bohmiana.
Este enfoque para derivar la base preferida ha sido criticado por crear circularidad con las derivaciones de la probabilidad en la interpretación de muchos mundos, ya que la teoría de la decoherencia depende de la probabilidad y la probabilidad depende de la ontología derivada de la decoherencia. Wallace sostiene que la teoría de la decoherencia no depende de la probabilidad sino sólo de la noción de que se permite hacer aproximaciones en física.: 253–254 

## Historia
La IMM se originó en la tesis doctoral de Everett en la Universidad de Princeton "la teoría de la función de onda universal", desarrollada bajo su director de tesis John Archibald Wheeler, un resumen más corto de la cual fue publicado en 1957 bajo el título Formulación del estado relativo de la mecánica cuántica (Wheeler contribuyó con el título "estado relativo"; Everett originalmente llamó a su enfoque la "interpretación de la correlación", donde "correlación" se refiere al entrelazamiento cuántico). La expresión "muchos mundos" se debe a Bryce DeWitt, responsable de una mayor popularización de la teoría de Everett, que había sido ignorada en gran medida durante una década tras su publicación en 1957.
La propuesta de Everett no carecía de precedentes. En 1952, Erwin Schrödinger dio una conferencia en Dublín en la que, en un momento dado, advirtió jocosamente a su audiencia de que lo que iba a decir podría "parecer lunático". A continuación afirmó que, aunque la ecuación de Schrödinger parecía estar describiendo varias historias diferentes, "no eran alternativas, sino que todas ocurrían realmente de forma simultánea". Según David Deutsch, ésta es la primera referencia conocida a los muchos mundos; Jeffrey A. Barrett la describe como indicativa de la similitud de "puntos de vista generales" entre Everett y Schrödinger. Los escritos de Schrödinger de la época también contienen elementos que se asemejan a la interpretación modal originada por Bas van Fraassen. Dado que Schrödinger se adhirió a una especie de monismo neutro postmachiano, en el que "materia" y "mente" son sólo aspectos o disposiciones diferentes de los mismos elementos comunes, tratar la función de onda como física y tratarla como información se convirtieron en intercambiables.
Leon Cooper y Deborah Van Vechten desarrollaron un planteamiento muy similar antes de leer la obra de Everett. Zeh también llegó a las mismas conclusiones que Everett antes de leer su obra, y luego construyó una nueva teoría de la decoherencia cuántica basada en estas ideas.
Según las personas que le conocieron, Everett creía en la realidad literal de los otros mundos cuánticos. Su hijo y su esposa informaron de que "nunca vaciló en su creencia sobre su teoría de los muchos mundos". En su detallada revisión de la obra de Everett, Osnaghi, Freitas y Freire Jr. señalan que Everett utilizaba constantemente comillas alrededor de "real" para indicar un significado dentro de la práctica científica.

## Recepción
La recepción inicial de la IMM fue abrumadoramente negativa, en el sentido de que fue ignorado, con la notable excepción de DeWitt. Wheeler realizó considerables esfuerzos para formular la teoría de forma que fuera aceptable para Bohr, visitó Copenhague en 1956 para discutirla con él y convenció a Everett para que también la visitara, lo que ocurrió en 1959. Sin embargo, Bohr y sus colaboradores rechazaron completamente la teoría : 113  Everett ya había abandonado el mundo académico en 1957, para no volver jamás, y en 1980 Wheeler renegó de la teoría.

### Apoyo
Uno de los más firmes defensores de la IMM es David Deutsch, según el cual el patrón de interferencia de un solo fotón observado en el experimento de la doble rendija puede explicarse por la interferencia de fotones en múltiples universos. Visto así, el experimento de interferencia de un solo fotón es indistinguible del experimento de interferencia de múltiples fotones. Desde un punto de vista más práctico, en uno de los primeros trabajos sobre computación cuántica, Deutsch sugirió que el paralelismo resultante de la IMM podría conducir a "un método por el cual ciertas tareas probabilísticas pueden ser realizadas más rápidamente por un ordenador cuántico universal que por cualquier restricción clásica del mismo". También propuso que la IMM será comprobable (al menos frente al Copenhagenismo "ingenuo") cuando los computadores reversibles adquieran conciencia a través de la observación reversible del espín.

### Equívoca
Los filósofos de la ciencia James Ladyman y Don Ross afirman que la IMM podría ser cierta, pero no la aceptan. Señalan que ninguna teoría cuántica es todavía empíricamente adecuada para describir toda la realidad, dada su falta de unificación con la relatividad general, por lo que no ven razón para considerar ninguna interpretación de la mecánica cuántica como la última palabra en metafísica. También sugieren que las múltiples ramificaciones pueden ser un artefacto de descripciones incompletas y del uso de la mecánica cuántica para representar los estados de objetos macroscópicos. Argumentan que los objetos macroscópicos difieren significativamente de los microscópicos al no estar aislados del entorno, y que utilizar el formalismo cuántico para describirlos carece de poder explicativo y descriptivo y de precisión.
Victor J. Stenger señaló que la obra publicada por Murray Gell-Mann rechaza explícitamente la existencia de universos paralelos simultáneos.  En colaboración con James Hartle, Gell-Mann trabajó en el desarrollo de una "mecánica cuántica post-Everett" más "aceptable". Stenger consideraba justo decir que la mayoría de los físicos encuentran la IMM demasiado extrema, aunque "tiene el mérito de encontrar un lugar para el observador dentro del sistema analizado y de acabar con la problemática noción del colapso de la función de onda".
Richard Feynman, descrito como everettiano en algunas fuentes, dijo de la IMM en 1982: "Es posible, pero no estoy muy contento con ella".

### Rechazo
Algunos científicos consideran que la IMM es infalsificable y por tanto, acientífica, porque los múltiples universos paralelos no se comunican, en el sentido de que no se puede transmitir información entre ellos. Otros afirman que la IMM se puede probar directamente.
Roger Penrose argumenta que la idea es errónea porque se basa en una versión demasiado simplificada de la mecánica cuántica que no tiene en cuenta la gravedad. En su opinión, la aplicación de la mecánica cuántica convencional al universo implica la IMM, pero la falta de una teoría de la gravedad cuántica exitosa niega la pretendida universalidad de la mecánica cuántica convencional. Según Penrose, "las reglas deben cambiar cuando hay gravedad de por medio". Además, afirma que la gravedad ayuda a anclar la realidad y que los sucesos "borrosos" sólo tienen un resultado admisible: "los electrones, átomos, moléculas, etc., son tan diminutos que casi no necesitan energía para mantener su gravedad y por tanto, sus estados superpuestos". Pueden permanecer en ese estado para siempre, como se describe en la teoría cuántica estándar". En cambio, "en el caso de objetos grandes, los estados duplicados desaparecen en un instante debido a que estos objetos crean un gran campo gravitatorio".
El filósofo de la ciencia Robert P. Crease afirma que la IMM es "una de las ideas más inverosímiles y poco realistas de la historia de la ciencia" porque significa que todo lo concebible sucede. El escritor científico Philip Ball califica las implicaciones de la IMM de fantasías, ya que "bajo su ropaje de ecuaciones científicas o lógica simbólica, son actos de imaginación, de 'sólo suponer'".
El físico teórico Gerard 't Hooft también rechaza la idea: "No creo que tengamos que vivir con la interpretación de muchos mundos. De hecho, sería un número estupendo de mundos paralelos, que sólo están ahí porque los físicos no podrían decidir cuál de ellos es real".
Asher Peres criticó abiertamente la IMM. Una sección de su libro de texto de 1993 llevaba por título La interpretación de Everett y otras teorías extrañas. Peres argumentaba que las diversas interpretaciones de muchos mundos no hacen sino trasladar la arbitrariedad o vaguedad del postulado del colapso a la cuestión de cuándo los "mundos" pueden considerarse separados, y que en realidad no puede formularse ningún criterio objetivo para esa separación.

### Encuestas
Una encuesta realizada antes de 1991 por L. David Raub entre 72 "cosmólogos cuánticos destacados y otros teóricos del campo cuántico" mostró un 58% de acuerdo con "Sí, creo que la IMM es cierta".
Max Tegmark informa del resultado de una encuesta "muy poco científica" realizada en un taller de mecánica cuántica en 1997. Según Tegmark, "La interpretación de los muchos mundos (IMM) obtuvo la segunda puntuación, cómodamente por delante de las interpretaciones de las historias consistentes y de Bohm".
En respuesta a la afirmación de Sean M. Carroll "Aunque parezca una locura, la mayoría de los físicos en activo creen en la teoría de los muchos mundos", Michael Nielsen responde: "En una conferencia sobre computación cuántica celebrada en Cambridge en 1998, un especialista en muchos mundos hizo una encuesta entre un público de unas 200 personas... La teoría de los muchos mundos funcionó muy bien y obtuvo un apoyo comparable, aunque algo inferior, al de Copenhague y la decoherencia". Pero Nielsen señala que pareció que a la mayoría de los asistentes les pareció una pérdida de tiempo: Peres "recibió un enorme y sostenido aplauso... cuando se levantó al final de la votación y preguntó: '¿Y quién de los presentes cree que las leyes de la física se deciden por votación democrática?".
Una encuesta realizada en 2005 a menos de 40 estudiantes e investigadores tras un curso sobre la Interpretación de la Mecánica Cuántica en el Instituto de Computación Cuántica de la Universidad de Waterloo concluyó que "Muchos mundos (y decoherencia)" era la opción menos favorecida.
Una encuesta de 2011 entre 33 participantes en una conferencia austriaca halló que 6 respaldaban la IMM, 8 la "información basada en la información/teoría de la información" y 14 Copenhague; los autores observan que la IMM recibió un porcentaje de votos similar al de la encuesta de Tegmark de 1997.

## Implicaciones especulativas

### Experimento mental sobre el suicidio cuántico
El "suicidio cuántico" es un experimento mental de la mecánica cuántica y la filosofía de la física. Supuestamente, puede distinguir entre la interpretación de Copenhague de la mecánica cuántica y la interpretación de los muchos mundos mediante una variación del experimento mental del gato de Schrödinger, desde el punto de vista del gato. La inmortalidad cuántica se refiere a la experiencia subjetiva de sobrevivir al suicidio cuántico.
La mayoría de los expertos creen que el experimento no funcionaría en el mundo real, porque el mundo con el experimentador superviviente tiene una "medida" menor que el mundo anterior al experimento, lo que hace menos probable que el experimentador experimente su supervivencia: 371 

### Plazos absurdamente improbables
DeWitt ha dicho que "Everett, Wheeler y Graham no excluyen al final ningún elemento de la superposición. Todos los mundos están ahí, incluso aquellos en los que todo va mal y todas las leyes estadísticas se rompen".
Tegmark ha afirmado que los sucesos absurdos o altamente improbables son inevitables pero raros en la IMM: "Las cosas inconsistentes con las leyes de la física nunca ocurrirán, todo lo demás sí... Es importante seguir las estadísticas, ya que incluso si todo lo concebible ocurre en algún lugar, los sucesos realmente extraños ocurren sólo exponencialmente raros".
Según Ladyman y Ross, en general, muchas de las posibilidades no realizadas que se discuten en otros campos científicos no tienen homólogos en otras ramas, porque de hecho son incompatibles con la función de onda universal.